# Университетска библиотека „Свети Климент Охридски“ – Битоля
Университетската библиотека „Свети Климент Охридски“ – Битоля (на македонска литературна норма: Универзитетска библиотека „Св. Климент Охридски“ - Битола) е общинска библиотека в град Битоля, Северна Македония.

## История
Библиотеката е основана на 25 март 1945 година като Градска народна библиотека - Битоля. В 1947 година е преименувана в Дом на културата, а от 1952 до 1960 година е само Градска библиотека, като в 1960 година става Матична библиотека. В 2004 година става Национален институт - Университетска библиотека „Свети Климент Охридски“ – Битоля. Към Матичната библиотека към 2020 година функционират 6 регионални библиотеки.
В 1961 година мобилната библиотека започва като нова, модерна и успешна форма за довеждане на книгата до читателя.
Библиотеката разполага с книжен фонд от около 600 000 книги и множество списания, с тенденция за постоянен растеж. Библиотечният фонд включва книги (монографски публикации), серийни публикации (вестници, списания, годишници, колекции, бюлетини), частичен печат (плакати, рекламни материали, адресна книга) и фонд за научна фантастика.

## Сграда
Библиотеката е разположена в две сгради - нова и стара, които се намират една до друга. Старата сграда, разположена на улица „Пеце Матичевски“ („Ленинова“) № 39, е обявена за паметник на културата в 1978 година.